# Chrono Resurrection
Chrono Resurrection, també denominat Chrono Trigger: Resurrection, és un videojoc sense ànims de lucre i sense llançar, desenvolupat per l'equip nord-americà Resurrection Games sota la direcció de Nathan Lazur. Està basat en l'aclamat videojoc de rol para Super NES Chrono Trigger de la companyia japonesa Square. En principi, el projecte portava el nom CT64 i anava a ser una remake del joc original per la consola Nintendo 64, amb opció de joc tant en 2D com en 3D.
Després d'una primera interrupció en el desenvolupament, el projecte va ser redefinit com una demoicurtanteractiu vaer a computadores equipades amb Windows. Es van reclutar nous membres, incloent-hi artistes i dissenyadors professionals, per treballar-hi, que presentarien deu escenes de Chrono Trigger i a la majoria dels personatges. El projecte es va tancar públicament el 2004 després d'una ordre de cessar i desistir, enviada per Square Enix a Resurrection Games per violació de marca i drets d'autor. Malgrat el tancament, va rebre lloances tant populars com a les crítiques.

## Versió de Nintendo 64
Nathan Lazur inicialment va planejar crear un remake de Chrono Trigger per la Nintendo 64, anomenada CT64, mitjançant eines homebrew GNU. La idea va sorgir el 1999 quan jugava a Chrono Trigger i a Super Mario 64.
El remake, desenvolupat per un equip de quatre persones, va ser el primer intent de crear un títol complet. El joc anava a tenir dues formes de joc i el mateix sistema de batalles que l'original.
La primera forma de joc presentaria gràfics 2D, encanteris i efectes de batalla en gràfics millorats pre-renderitzats en 3D. Alguns dels efectes creats per Lazur depenien més de la programació del programari que del maquinari de la Nintendo 64, ja que no podria renderitzar-los directament.
La segona forma de joc seria jugar per complet en 3D, tant en resolució regular com en alta, i presentaria diferents nivells de detall de les textures, que dependrien de la distància de la càmera per maximitzar claredat i rendiment. Ambdues formes de joc estarien en una perspectiva top-down, encara que s'havien considerat alguns angles més cinemàtics, similars als del videojoc The Legend of Zelda: Ocarina of Time, per a la manera en 3D.
També es va planejar presentar una galeria que li permetria al jugador desbloquejar material extra depenent del seu progrés en el joc. En ella hi trobaria il·lustracions fetes per seguidors i música, així com minijocs, incloent-hi un joc de cartes similar al Triple Triad de Final Fantasy VIII. S'esperava que es llancés gratuïtament per Internet per jugar-ho en un emulador de consola, i que no hi hagués una versió de cartutx pels costos financers. Només es va completar una prova en 3D que semifuncionava. El projecte s'aturà a mitjans de l'any 2000 per una sèrie de factors, entre els quals hi havia la pèrdua accidental de les dades de Lazur i al seu desig de millorar les seves habilitats de programació.

## Segona versió

### Desenvolupament
La segona versió del projecte, anomenada temptativament Chrono Trigger: Brink of Time i després Chrono Resurrection, es va començar a desenvolupar l'abril de 2003. Lazur va donar diverses raons per explicar la seva voluntat de reprendre el projecte, incloent-hi la seva experiència programant per la VMU de la Sega Dreamcast, per al desenvolupador DC Studios, i el fet d'haver jugat a Chrono Cross, la seqüela oficial de Chrono Trigger per a PlayStation. A diferència de CT64, la segona versió seria una demo curta desenvolupada en un motor multiplataforma amb una sola opció de 3D. La versió per a Windows anava a ser llançada gratuïtament per Internet, mentre que s'anaven a reservar ports de GameCube i Xbox per als desenvolupadors oficials amb accés a kits de desenvolupament de qualsevol de les dues consoles.
El nou equip va ser, en gran part, reclutat en el lloc web per a desenvolupadors Gamasutra i treballaven en un petit estudi a l'apartament de Lazur, a Mont-real, Canadà. Estava format per nou membres, la majoria dels quals tenien prop de dos anys i mig d'experiència en la indústria. Lazur va admetre que va començar a enfocar-se seriosament en la qualitat de la demo quan el director artístic Luis Martin es va unir al projecte. Entre els altres dissenyadors professionals es trobaven Moise Breton, un artista 3D que havia treballat en models de personatges per a la pel·lícula The Matrix Reloaded, i Michel Cadieux, un animador que havia treballat per a la companyia Microïds. Es van trobar amb algunes dificultats en el desenvolupament del motor del joc, ja que Lazur era l'únic programador i havia començat de zero.
Les pistes musicals de la demo van ser compostes per Mathew Valente, que estava en el projecte des de la seva versió per Nintendo 64, i consistien en arranjaments a la banda sonora original de Chrono Trigger, composta per Yasunori Mitsuda, Nobuo Uematsu i Noriko Matsueda. La majoria d'aquests arranjaments van ser creats en format Impulse Tracker i després convertits a MIDI i millorats amb diverses eines.

### Contingut
L'equip va tractar de capturar el sentit del joc original amb millores gràfiques i sonores en la demo, que presentaria deu escenes interactives curtes de Chrono Trigger. Malgrat les peticions dels admiradors, no van tractar de crear un remake complet de l'original, ja que no tenien els recursos necessaris i creien que el resultat no estaria a l'altura dels títols de Square Enix. Perquè les escenes poguessin fluir millor d'una a l'altra, van haver d'alterar lleugerament la història del joc.
La demo s'anava a jugar fent servir certs personatges predeterminats, i desbloquejant uns altres per poder-hi jugar novament. A causa dels límits de temps, l'equip esperava que dos dels set personatges de l'original, Robatori i Ayla, tinguessin un 50% de probabilitats d'aparèixer. Els artistes i animadors van tenir certes dificultats a reproduir els personatges a causa de les diferències d'estil entre els sprites, el material gràfic i les seqüències de animi de la versió de PlayStation. No obstant això, van declarar que van poder superar aquests obstacles i van incloure una mica del seu estil en el joc.

## Clausura i repercussions
Originalment, estava planejat que Chrono Resurrection es llancés per Nadal de 2004. No obstant això, Square Enix va enviar una carta que va fer cessar i desistir a Resurrection Games abans del llançament per violació de marca i drets d'autor. En trobar-se enfront d'amenaces d'accions legals en contra seva, el projecte va ser tancat públicament el 6 de setembre de 2004. Tal com informà l'equip de desenvolupament, el lloc web del projecte havia rebut nombroses entrades d'adreces IP japoneses provinents de Square Enix uns tres mesos abans de la carta. Van assumir que la majoria de les visites eren d'empleats més que d'executius i esperaven que la companyia veiés la demo com ells ho veien, un tribut a Chrono Trigger, i no un reemplaçament.
Els web de videojocs 1UP.com i GameSpot van dir que la segona versió del projecte era «ambiciosa» i van lloar els seus gràfics, fent notar que l'estil d'art era molt fidel al del dissenyador de personatges original, Akira Toriyama. El wen Nintendo World Report va elogiar els seus gràfics i música i va dir que la qualitat del treball artístic era «professional». 1UP.com va jutjar que la clausura del projecte era «desafortunada» però deduïa que Square Enix no podia deixar oberta la possibilitat d'una remake competitiu de Chrono Trigger. GameSpot també va expressar la seva desil·lusió respecte a la decisió de Square Enix, assenyalant que, amb el fet de no haver-hi noves notícies sobre una altra seqüela oficial, els seguidors de la saga Chrono «havien estat ignorats».
Els fans van crear diverses peticions per Internet amb la finalitat de pressionar Square Enix perquè donés llum verda a Chrono Resurrection, però no va tenir cap efecte. Nathan Lazur, malgrat la seva decepció, no va guardar ressentiments cap a Square Enix per protegir la seva propietat intel·lectual i va declarar que «se sent honrat de, si més no, haver estat reconegut» per la companyia. També va agregar que per evitar qüestions legals, els desenvolupadors de fangames haurien de presentar les seves demos un ja polides directament als publicadors originals, de manera que els productes poguessin ser tractats en un «procediment comercial més tradicional». Abans de la clausura de Chrono Resurrection, Lazur havia declarat que el seu equip no tenia plans de fer remakes de cap altre joc després de completar aquest i que volia desenvolupar un concepte original basat en el Japó feudal.